# Luis Léon Masson
Pour les articles homonymes, voir Masson.
Luis Léon Masson, né à Tours le 31 juillet 1825 et mort à Paris le 4 avril 1882, est un photographe français actif en Espagne, principalement à Séville.

## Biographie
Louis François Leon Masson est né le 31 juillet 1825 à Tours en France, dans le département d'Indre et Loire ; il est le fils de Nicolas François Masson, transporteur, et de son épouse Louise Sophie Besneé. 
Il s'installe comme photographe à Séville en mai 1858, accompagné de son épouse Laurence Simonin Berard, qui est sa collaboratrice ; ils y travaillent pendant huit ans, en photographiant les monuments principaux de la ville : l'Alcazar, la cathédrale, le palais Casa de Pilatos ou le palais de San Telmo qui appartient depuis 1849 à Antoine d'Orléans, duc de Montpensier, et son épouse l'infante d'Espagne Louise-Fernande de Bourbon ; il établit avec ces derniers une relation de clientèle notable. Il se rend également à Grenade, Cordoue, Malaga et Cadix pour en photographier l'architecture.
En 1866, il s'installe pour peu de temps à Madrid, puis voyage à Tolède, Ávila, Valladolid, Salamanque et Burgos, villes dont il photographie les bâtiments. Il revient à Séville à la fin des années 1870. 
Il revient en France en 1881 et meurt à Paris le 4 avril 1882.

## Œuvre photographique
Plus de 500 photographies de Luis Léon Masson ont été identifiées, toutes prises en Espagne. Il s'agit essentiellement de photographies du patrimoine architectural des villes en Andalousie, principalement Séville, et en Castille, auxquelles s'ajoutent des reproductions de peintures de Murillo.
Son œuvre est principalement conservée à la Bibliothèque nationale de France et à la Société française de photographie à Paris, au Victoria and Albert Museum et à la British Library à Londres, au Musée de l'Université de Navarre à Pampelune. La collection privée des héritiers du duc de Montpensier conserve également des photographies de Masson.

## Expositions
- 26 janvier - 18 mars 2018 : Descubriendo a Luis Masson. Fotógrafo en la España del XIX, Centre andalou de la photographie (en), Almería[5],[2]

puis juin - 26 août 2018 : Musée Lázaro Galdiano, Madrid.

## Galerie

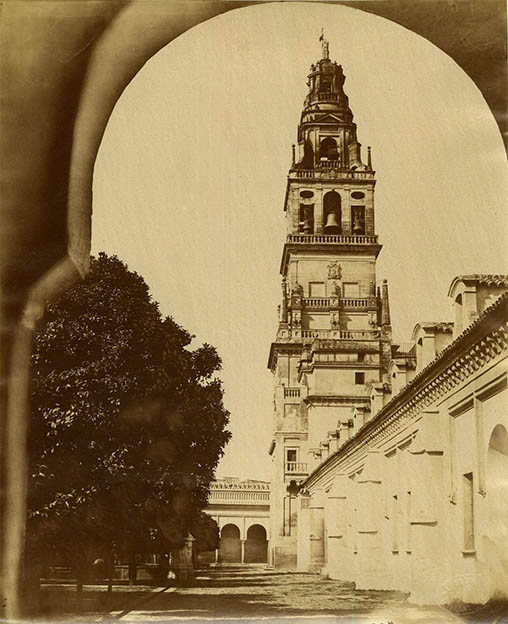
Tour de la mosquée-cathédrale de Cordoue, 1858-1865.
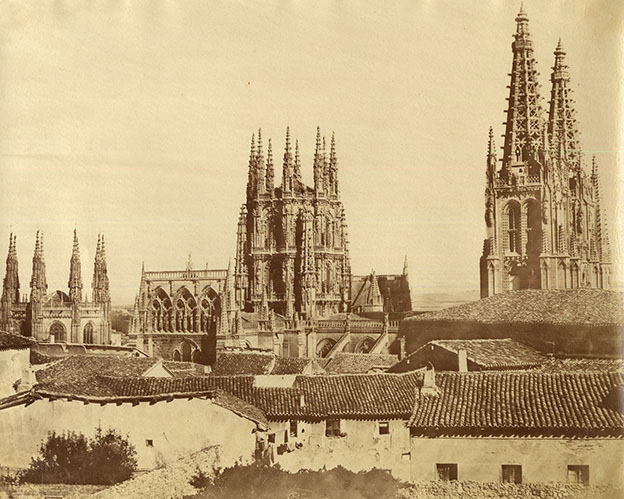
Cathédrale Sainte-Marie de Burgos, 1866-1870.
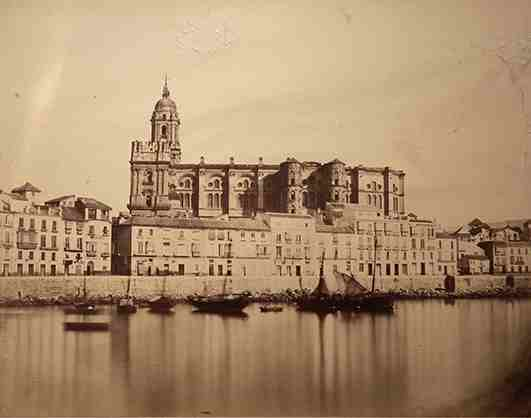
La cathédrale de Malaga depuis le port, vers 1860
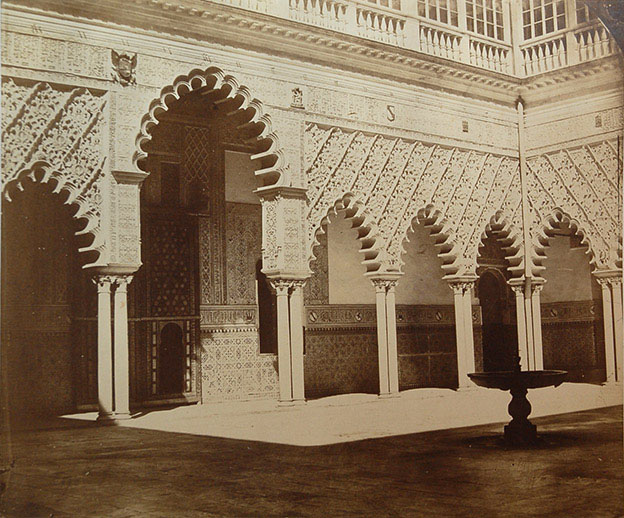
Alcazar de Séville, la Cour des Demoiselles (Patio de las Doncellas).
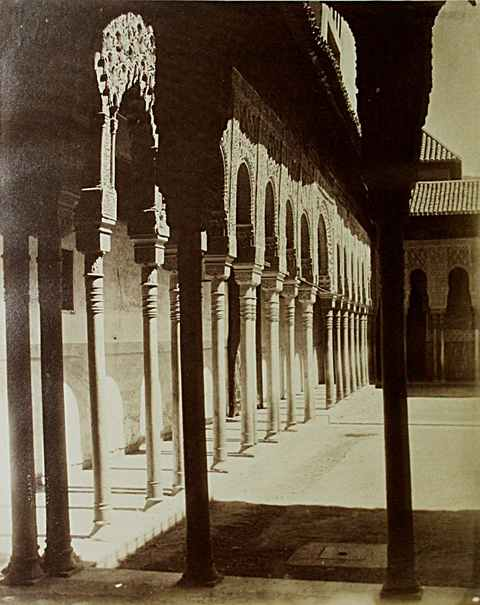
La Cour des Lions à l'Alhambra de Grenade.